# Wecroncocha
Wecroncocha es un centro poblado del distrito de Acochaca, ubicado en la provincia de Asunción, departamento de Áncash. Cuenta con una población aproximada de 100 habitantes dedicada mayormente a labores ganaderas.
Es el centro poblado más alejado de la provincia de Asunción. Se localiza sobre los 3500 m s. n. m., a unos 15 km de Acochaca, capital del distrito y a 20 km de Chacas, capital de la provincia. Los centros poblados más cercanos son Sapchá y Yanama, perteneciente a la provincia de Yungay, comunicadas con la carretera interprovincial Acochaca-Yanama.